# Ofelia Cano
Ofelia Cano (née Ofelia Gamboa Noriega le 16 mai 1959 à San Ignacio (Sinaloa),  Mexique), est une actrice mexicaine de telenovelas.

## Biographie
À l'âge de 19 ans Ofelia se marie avec José Octavio Cano, alors Directeur Administratif de Production de Televisa. Elle a avec lui 3 enfants : Mónica, Gabriela et José Octavio.
Depuis elle est connue dans le milieu artistique sous le nom de Ofelia Cano. Ensuite elle change son lieu de résidence et va à Mexico pour entrer au Centre CEA (Centro de Estudios de Actuación). Elle étudie la comédie, le jazz, l'expression verbale, corporelle et la littérature.
Professionnellement elle participe à des telenovelas produites par Televisa et Venevisión de Miami.

## Filmographie

### Telenovelas
- 1983 : Bodas de odio (Televisa) : Nadia Chávarri de Torres Quintero
- 1983-1984 : La traición (Televisa) : Gilda
- 1985-1986 : De pura sangre (Televisa) : Carmelita
- 1986 : Seducción (Televisa) : Gaby
- 1987 : Pobre señorita Limantour (Televisa) : Regina Limantour
- 1996 : Confidente de secundaria (Televisa) : Adriana
- 1997-2006 : Mujer, cosas de la vida real (Televisa)
- 2000 : Carita de ángel (Televisa)
- 2001-2002 : El juego de la vida (Televisa) : Eugenia
- 2001-2002 : Entre el amor y el odio (Televisa) : Rebeca
- 2002 : La otra (Televisa) : Diana
- 2004-2005 : Rubí (Televisa) : Victoria Gallegos
- 2006-2007 : La fuerza del amor (Venevisión)
- 2007 : Acorralada (Venevisión) : Yolanda Alarcón
- 2008-2009 : Mañana es para siempre (Televisa) : Dolores "Dolly" de Astorga
- 2013 : Chicos de Ciudad (Telefé) : Gabriela Velarde de Greco
- 2008 : La rosa de Guadalupe
- Sinfonia De Amor : Fabiola
- El Niño : Olivia
- Peligroso Amor : Ofelia
- Flor De Meta : Margot
- La Belleza De Una Sonrisa : María
- El Gordo Del Espejo : Aurelia
- El Amor No Se Obliga : Sonia
- Un Soplo Al Oído : Eréndira
- La Sombra de la Venganza : Carlota

## Théâtre
- 1989 : La lagartija Guadalajara
- 1989 : La marcha Guadalajara
- 1990 : Broma mortal Guadalajara
- 1990 : Los buenos manejos Guadalajara
- 1991 : El maga de oz Guadalajara
- 1992 : Mariposa sin alas Guadalajara
- 1992 : Peter Pan Guadalajara
- 1992 : La cenicienta Guadalajara
- 1993 : Lluvia en el corazón Guadalajara
- 1993 : La bella y la bestia Guadalajara
- 1994 : Homenaje a Hugo Arguelles Guadalajara
- 1994 : Bodas de sangre Guadalajara
- 1994-1995 : Lo que vio el mayordomo Guadalajara
- 1996-1997 : El mago de oz Mexico
- 2003 : El jitomatazo (Comedia) Guadalajara
- 2004 : Mundo real Guadalajara
- 2008 : El Quijote y sus andanzas Guadalajara

## Nominations et récompenses

### Premios TVyNovelas
| Année | Catégorie                     | Telenovela     | Résultat |
| ----- | ----------------------------- | -------------- | -------- |
| 1986  | Meilleure révélation féminine | De pura sangre | Gagnante |